# متلازمة مضاد الشحميات الفسفورية الكارثية
متلازمة مضاد الشحميات الفسفورية الكارثية، والمعروفة أيضًا باسم متلازمة آشرسون، هيَ مرض مناعي ذاتي نادر يتسبب فيه التجلط الواسع الانتشار داخل الأوعية الدموية في فشل متعدد الأعضاء. تحدث المتلازمة بسبب الأجسام المضادة للفوسفوليبيد التي تستهدف مجموعة من البروتينات في الجسم المرتبطة بالدهن الفسفوري. تعمل هذه الأجسام المضادة على تنشيط الخلايا البطانية والصفائح الدموية والخلايا المناعية، مما يؤدي في النهاية إلى استجابة مناعية التهابية كبيرة وتجلط واسع النطاق. وصفت متلازمة مضاد الشحميات الفسفورية الكارثية لأول مرة بواسطة رونالد آشرسون في عام 1992. تظهر المتلازمة اعتلال الأوعية الدقيقة التخثري، وتجلط الأعضاء المتعددة، وفي بعض الحالات نخر الأنسجة وتعتبر متغير النقاط الحدية أو كارثيًا لمتلازمة أضداد الفوسفوليبيد.
يبلغ معدل وفيات متلازمة مضاد الشحميات الفسفورية الكارثية حوالي 50%. مع إنشاء سجل متلازمة مضاد الشحميات الفسفورية الكارثية، عُلمَ المزيد عن هذه المتلازمة، لكن سببها لا يزال غير معروف. يمكن تحديد العدوى والصدمات والأدوية و/أو الجراحة في حوالي نصف الحالات على أنها "محفز". ويعتقد أنَ السيتوكينات نشطت مما يؤدي إلى عاصفة السيتوكين مع العواقب المميتة المحتملة لفشل الأعضاء، انخفاض عدد الصفائح الدموية (قلة الصفيحات) هوَ نتيجة شائعة.[بحاجة لمصدر]

## تقديم
سريريًا، تؤثر المتلازمة على ثلاثة أعضاء على الأقل وقد تؤثر على العديد من أجهزة الأعضاء. تحدث المتلازمة عادة مع تجلط الأوعية الدموية الصغيرة التي تؤثر على أجهزة الأعضاء مثل: الجهاز الهضمي ومظاهر متلازمة الضائقة التنفسية الحادة، وهوَ نوع من متلازمة الاستجابة الالتهابية الجهازية.  قد تصادف تجلط الدم المحيطي الذي يؤثر على الأوردة والشرايين. قد يؤدي تجلط الدم داخل البطن إلى الألم. يحتوي الجسم على β2-GPI، وهوَ بروتين سكري في الدم، والذي يعتبر مضادًا طبيعيًا للتخثر بسبب آثاره المثبطة على جوانب معينة من تخليق الصفائح الدموية ووظيفتها. نظرًا لأنَ تكوين الأجسام المضادة ل β2-GPI يمكن أن يحدث بعد التعرض للبكتيريا، فإنَ الجسم يفضل حالة فرط التخثر، والتي لوحظ أنها تنشط مستقبلات تشبه الرسوم 4 مما يؤدي إلى ما يعرف باسم عاصفة السيتوكين أو عاصفة خثارية. قد تحدث عاصفة خثارية أيضًا بسبب الأحداث المعجلة التالية: التغيرات في التخثر وانحلال الفيبرين، والتي تحفز معدلات وفيات عالية، والالتهابات بين مرضى الأطفال حيث تحفز الأجسام المضادة IgM و IgG anti-β2-GPI إشارة بطانية، مما يؤدي إلى حالة تجلط الدم. يفترض أيضًا أن العواصف الخثارية تحدث بسبب عوامل الخطر الوراثية البروثرومبوتية، والتي تؤدي إلى شكل سريع من تجلط الدم بعد حدوثه لأول مرة، بدلًا من أن يكون سببه عوامل بيئية فقط. مضاعفات القلب والأوعية الدموية والجهاز العصبي والكلى والرئة شائعة. وبشكل أكثر تحديدًا مع القلب، يمكن أن تؤدي متلازمة آشرسون إلى مضاعفات مثل: قلس الصمام التاجي حيث لا يغلق الصمام التاجي بشكل صحيح مما يسمح بتدفق الدم إلى القلب وكذلك الذبحة الصدرية (ألم في الصدر) واحتشاء عضلة القلب (نوبة قلبية). علاوة على ذلك، قد تحدث مضاعفات في الكلى، بما في ذلك انخفاض إنتاج البول وارتفاع ضغط الدم، في حين أنَ المضاعفات مع الرئتين يمكن أن تؤدي إلى التنفس السريع (فرط التنفس) وانخفاض مستويات الأكسجين (نقص الأكسجة). قد يظهر الشخص المصاب فرفرية جلدية ونخر. المظاهر الدماغية قد تؤدي إلى اعتلال الدماغ والنوبات. قد تحدث نوبة قلبية، قد تحدث السكتات الدماغية بسبب تورط تخثر الشرايين، قد تنجم الوفاة عن فشل أعضاء متعددة.
علاوة على ذلك، فقد ثبت أنَ المتلازمة تظهر حالات فشل متعددة الأعضاء والإجهاض في سياق الحمل. 54% من الأمهات الحوامل المصابات بالمرض عانين من فقدان الجنين، وتوفي حوالي 50% من الأمهات الحوامل بسبب المضاعفات المرتبطة بالمتلازمة.

## التشخيص
اُستخدمَ نوعين محددين من اختبارات الدم للمساعدة في تشخيص متلازمة أشيرسون. يستخدم اختبار تخثر الدم لقياس وتحديد قدرة الدم على التجلط ومدى السرعة التي يستغرقها التجلط، مما يشير إلى وجود مضادات التخثر الذئبة في الدم. اُجريَ اختبار مقايسة الممتز المناعي المرتبط بالإنزيم للكشف عن وجود الأجسام المضادة للكارديوليبين في الدم. غالبًا ما يظهر الأفراد المصابون بِمتلازمة مضاد الشحميات الفسفورية الكارثية اختبارًا إيجابيًا للأجسام المضادة للدهون، عادة IgG. يجب أن يكون لدى المرضى الذين يعانون من ارتفاع لأجسام المضادة للفوسفوليبيد الإيجابية تجلط الدم الدقيق في أعضاء متعددة ليشخصوا بشكل نهائي بِمتلازمة مضاد الشحميات الفسفورية الكارثية -ارتفاع عدد الأجسام المضادة المضادة للدهون لا يكفي للتشخيص.
لتشخيص الإصابة بِمتلازمة مضاد الشحميات الفسفورية الكارثية، يجب أن يكون لدى المريض ثلاثة أو أكثر من تجلط الأعضاء الجديدة التي تتطور في غضون أقل من أسبوع، ويجب إجراء خزعة لاحقًا لاختبار تجلط الدم الدقيق من أجل تشخيص المريض بدقة باستخدام " متلازمة مضاد الشحميات الفسفورية الكارثية محدد". إذا كان لدى المريض اثنين أو أقل من تجلط الأعضاء الجديدة في غضون أسبوع ولكن الخزعة لا تزال تشير إلى وجود تجلط الدم الدقيق، لا يعتبر المريض مصابًا بِمتلازمة مضاد الشحميات الفسفورية الكارثية. غالبًا ما يتكرر الاختبار الإيجابي بسبب حقيقة أنَ الأجسام المضادة للدهون يمكن أن تكون موجودة في الجسم لفترات قصيرة بسبب العدوى أو تعاطي المخدرات. إلى جانب ذلك، قد يكون لدى الأفراد أو لا يكون لديهم تاريخ من مرض الذئبة أو مرض النسيج الضام الآخر، يسمى الارتباط بمرض آخر مثل الذئبة ايه بي اس الثانوي ما لم يتضمن المعايير المحددة لِمتلازمة مضاد الشحميات الفسفورية الكارثية.

## العلاج
قد تتضمن العلاجات الخطوات التالية:
- تشمل الوقاية استخدام المضادات الحيوية للعدوى ومضادات التخثر بالحقن للمرضى المعرضين للإصابة.
- يشمل العلاج المحدد استخدام الهيبارين الوريدي والكورتيكوستيرويدات،[12] وربما استخراج البلازما، الغلوبولين المناعي الوريدي.
- كمرض مرتبط بارتفاع معدلات المراضة والوفيات، يتطلب متلازمة مضاد الشحميات الفسفورية الكارثية استراتيجية علاج قوية متعددة التخصصات. تُستخدم العلاجات التالية في مجموعات مختلفة: مضادات التخثر، الجلوكوكورتيكويد، تبادل البلازما، سيكلوفوسفاميد، الغلوبولين المناعي الوريدي، والعوامل المضادة للصفائح الدموية. [1] تعطى مضادات التخثر لوقف حالة التخثر، ويعزز انهيار الجلطة، في حين أنَ المنشطات تقلل من تنظيم عاصفة السيتوكين التي يعتقد أنها مسؤولة عن متلازمة الاستجابة الالتهابية الجهازية.[13]
- قد يلزم اتخاذ خطوات إضافية لإدارة مشاكل الدورة الدموية والفشل الكلوي وضيق التنفس.
- تشمل العلاجات العلاجية التجريبية الحديثة جرعات عالية من ريتوكسان (ريتوكسيماب) وإكوليزوماب، وكلاهما أجسام مضادة وحيدة النسيلة متوافقة مع البشر تستهدف الأورام الخبيثة في الخلايا البائية وتمنع الانقسام المتمم 5ج، على التوالي.[14]